# Internet sans frontières
 (janvier 2022).
 (janvier 2022).
Pour les articles homonymes, voir ISF.
Internet Sans Frontières est une association loi de 1901 française fondée en 2007. Son objectif est de promouvoir l’accès et la libre circulation des informations et des connaissances sur Internet.
Internet Sans Frontières est aussi un réseau international d'organisations non gouvernementales représenté dans de nombreux pays.

## Objectifs
Internet sans frontières défend les droits humains sur Internet, en particulier le droit à l’accès non limité, la liberté d’expression et le droit à la sécurité des informations personnelles et privées.
Les principales missions d’Internet Sans Frontières sont :
- La lutte contre la désinformation et les discours de haine en ligne et sur les réseaux sociaux
- La lutte pour les droits numériques fondamentaux, notamment pour un accès juste, libre et neutre à Internet partout dans le monde
- La lutte contre les coupures d’internet et la censure d'Internet, notamment en Afrique et en Amérique du Sud
- La lutte contre les cyberviolences, notamment à caractère sexiste.

## Histoire
Internet Sans Frontières est fondée en 2007 à Paris (et officiellement enregistrée en 2008) par un groupe de militants de la société civile en réaction à la censure du réseau Internet par la junte birmane[réf. souhaitée]. En 2011, elle dépose plainte contre la collecte frauduleuse de données personnelles par Facebook. 

## Organisation
Internet Sans Frontières est une association loi de 1901 française, mais également un réseau d’antennes locales à travers le monde.
Les antennes locales d’Internet Sans Frontières sont localisées au Brésil, au Togo, au Sénégal, au Tchad, au Cameroun, au Bénin et en Russie.
L’association mère Internet Sans Frontières compte une quarantaine de bénévoles.
Internet Sans Frontières est financée par[source secondaire nécessaire] :
- des organisations partenaires, telles que la Web Foundation, Access Now w ou Mozilla Foundation
- des entreprises privées
- des gouvernements
- des dons

## Actions menées

### Lutte contre la désinformation et les discours de haine en ligne et sur les réseaux sociaux
En 2018[source insuffisante], en collaboration avec Adisi-Cameroun, Activ Spaces et l’Association des blogueurs du Cameroun, Internet Sans Frontières a lancé la plateforme No Bad Mop - littéralement Pas de mauvaise bouche en langue pidjin - pour lutter contre le phénomène des discours de haine en ligne lors des élections camerounaises de 2018. Ceci a débouché sur une technique actuellement incubée à Harvard et à Stanford.
En 2019[source insuffisante], Internet Sans Frontières a signé avec 6 autres organisations (dont le think tank Renaissance Numérique, l’association Internet Society France et le Conseil National du Numérique) une lettre ouverte pour alerter contre les risques d’atteinte à la liberté d’expression dus à la loi Avia contre la cyberhaine.

### Lutte pour les droits numériques fondamentaux
En 2013, Internet Sans Frontières a co-créé Datarmine, une extension pour des navigateurs web permettant de chiffrer des publications sur les réseaux sociaux.
Cette même année, en partenariat avec PEN International et le Comité Pour la protection des journalistes, elle a publié une contribution présentant l’état de la liberté d’expression au Cameroun et dénonçant les multiples persécutions de journalistes et les violations des libertés d’expression de ceux et celles-ci.
Régulièrement, Internet Sans Frontières publie des études et articles dénonçant les violations des droits fondamentaux et de la privacité des utilisateurs d’Internet ou rappelant l’importance des droits numériques. Par exemple, Internet Sans Frontières Brésil a publié en 2018 un article rappelant les effets néfastes des coupures d’internet au niveau national ou local. La même année, l’association a participé à la campagne #TaxePasMesMo, dénonçant la mise en place de taxes sur l’utilisation des réseaux sociaux souhaitée par le gouvernement du Bénin.
En 2018, l’association a publié, en partenariat avec l’équipe du projet Ranking Digital Rights et l’organisation Access Now, un rapport visant à étudier l’accessibilité, la clarté et la précision des clauses contenues dans les conditions d’utilisation et dans la politique de confidentialité de Sonatel et de Safaricom, bien différentes à leurs conditions dans leurs sièges européens.
De même, en 2020, l’association a écrit avec d’autres organismes une lettre ouverte au G20.
L’association est aussi engagée dans la diminution des inégalités femmes-hommes dans le numérique, et a par exemple fait en 2015 une étude sur les causes des inégalités d’accès à Internet entre femmes et hommes. Elle a aussi mené un projet en 2017 au Cameroun avec la publication d’un bulletin d’évaluation[source insuffisante] des inégalités sur le numérique et le lancement de la campagne #MoiCamerounaiseDuNet pour partager les expériences des femmes camerounaises sur Internet.
Internet Sans Frontières lutte également pour la disparition des cyberviolences sexistes. En effet, en 2019, l’association a mené une étude à travers Twitter et Facebook concernant ces violences sexistes dans certains pays d’Afrique centrale et occidentale, révélant que plus de 45 % des femmes interviewées avaient vécu une forme de cyberviolence sexiste.

### Actions contre les coupures d’internet et la censure, notamment en Afrique et en Amérique du Sud
En 2012, l’association a co-créé Feowl, une plateforme collaborative de mesure des besoins en énergie des métropoles africaines, permettant de recenser des données sur les coupures d'électricité.
En 2017, Internet Sans Frontières dénonce les coupures d’internet pendant 93 jours touchant 20 % de la population du Cameroun à la suite de la décision du gouvernement qui craignait des risques pour la sécurité nationale dans le cadre de la crise anglophone.
Une année après, Internet Sans Frontières Brésil a publié un article[pertinence contestée] rappelant les effets néfastes des coupures d’internet, que ce soit au niveau national ou local.
Aussi, entre 2018 et 2019, l’association a dénoncé, campagnes et mobilisations. Elle a ainsi réussi que le gouvernement rétablisse l’accès aux tchadiens après 16 mois de coupure.
De même, en publiant une enquête et des articles[source insuffisante], Internet Sans Frontières a condamné le blocage d’accès aux réseaux sociaux effectué au Mali pendant les élections présidentielles de 2018, et a aussi réussi à intégrer l’accès aux réseaux sociaux comme élément d’un processus électoral démocratique dans le cadre de la Mission d’observation électorale de l’Union Européenne.

## Prises de position
L’association a notamment interpellé l’Union Européenne à davantage protéger les lanceurs d’alerte[source insuffisante], tel qu’Edward Snowden.
Elle dénonce et alerte continuellement les coupures d’Internet ainsi que le coût d’accès à Internet exorbitant pratiqué dans certains pays, particulièrement en Afrique.
Pour défendre la liberté d’expression et protéger internet de la censure arbitraire, l’association s’est opposée aux politiques européennes de lutte contre la haine en ligne ainsi qu’à la loi Avia en France en 2019.

## Distinctions
Internet Sans Frontières s'est vu décerner le prix 2012 de l'International Press Institute Innovation Challenge pour son projet Feowl, au Cameroun.